# Базилика Улпия
Базилика Улпия (на латински: Basilica Ulpia) е римска обществена сграда, която в древни времена е заемала едно от централните места в архитектурната композиция на Траяновия форум. Базиликата е кръстена Улпия на самия император Траян, чието пълно име е Марк Улпий Траян.
При завършването на сградата тя се превръща в най-голямата базилика изобщо строена в Древен Рим и бързо се нарежда по значимост до по-старите Базилика Емилия и Базилика Юлия. Официалното ѝ откриване позволява голяма част от ежедневния политически и търговки живот да се премести от Римския форум на Форума на Траян. Значимостта на базиликата в това отношение остава първостепенно до построяването на Базиликата на Максенций и Константин два века по-късно.

## История
Победата на император Траян в Дакийските войни му осигурява огромен финансов ресурс, с помощта на който той разгръща мащабна строителна дейност в Рим и провинциите. Основно място в тази дейност заема изграждането на голям форум в имперската столица под ръководството на архитекта Аполодор от Дамаск. Работата по проекта започва през 106 г. и е завършена в по-голямата си част през 112 г., когато форумът и централната за него базилика са официално открити.
Сградата и целият комплекс бързо се превръщат в обичайно място за извършване на голяма част от правораздаването, търговската и обществената дейност в Рим. Това било едно от местата, където императорът изпълнявал държавническите си функции, посрещал делегации и председателствал съдебни процеси. В източната апсида, известна като Atrium Libertatis(Зала на свободата), се извършвало освобождаването на роби.
Базилика Улпия запазва своята импозантност дълго след построяването си. Така при посещението си в Рим през 359 г. император Констанций II остава дълбоко впечатлен от целия комплекс на форума и базиликата. В следващите столетия сградата и района около нея постепенно биват лишавани от богатата и сложна украса. През 663 г. Констант II решава да премести част от бронзовите статуи и други орнаменти в Константинопол, но вместо това ценният товар става жертва на арабски нападения в Сицилия.
Предполага се, че Базилика Улпия и форума са били в по-голямата си част разрушени вследствие на земетресение случило се през 801 г., което било толкова мощно, че се усетило силно и в Германия. Все пак отделни колони и стени били запазени в изправено положение, но върху развалините постепенно изникнала малка църка посветена на Св. Николай. В последвалите столетия при градежа на нови сгради в района строителите често попадали на останките от базиликата. Откритите годни колони и мрамор били използвани наново за изграждането на други сгради.
Археологически проучвания са правени още в началото на 19 век, но най-подробни изследвания са извършени през 20 век. Днес могат да се видят само част от основите и колоните на Базилика Улпия като голяма част от сградата остава по минаващите покрай нея улици и построените в близост сгради.

## Архитектура

### Екстериор
След завършването си Базилика Улпия се превръща в изобщо най-голямата сграда от този род строена в Древен Рим. Зданието е поставено на платформа (крепидома) издигаща го на 1 метър над форума. Дължината на базиликата е 170 метра, ширината почти 60 метра (117,5 метра на 58,8 метра без апсидите), а височината достига до около 30 метра, което позволява на статуята на императора, поставена на по-високата Траянова колона, да изглежда на влизащия във форума сякаш се рее над масивната сграда.
Изложената към форума дълга южна фасада на сградата се характеризира с голяма колонада в Коринтски стил изградена от ценен мрамор като например белия Pavonazzo. Според по-нови проучвания зад нея не е имало стена и така вътрешността е била частично отворена към форума.
Главният вход на базиликата, чиито вид е известен по изображения от запазени монети, представлява издаден напред голям портик с четири колони наподобяващ триумфална арка. Върху него е била разположена голяма бронзова квадрига носеща статуя на самия император и съпровождана от по една статуя на Виктория от всяка страна. От двете страни на главния вход се намира и по един по-малък портик с по две колони носещ върху себе си бронзова бига(колесница с впряг от два коня).
Сградата е била и богато декорирана с голям брой близо 3-метрови статуи изобразяващи пленени дакийци. Телата им били изработени от бяло-пурпурен мрамор(pavonazzeto) внесен от Мала Азия, а ръцете и главите им от бял мрамор. По една от тези статуи се издигала над всяка колона от фасадата.
Покривът на Базилика Улпия бил покрит с позлатени бронзови плочи.

### Интериор
Вътрешността на базиликата е уреден по традиционен за този тип римски сгради ред състоящ от един голям неф(88 на 25 метра) заобиколен изцяло от 96 сиви коринтски колони, разположени в две редици, изработени от египетски гранит и отделящи го от останалите части на сградата. Покривът на нефът имал значителна височина, която позволявала помещението да се осветява от свободно влизащата от втория етаж на сградата светлина. След срещуположните краища на нефа се разполагат помещенията образувани от двете големи апсиди на базиликата, които също била изобилно и богато декорирана с фризове и колони.
Интериорът е бил украсен и с многобройни фризове като за поне четири такива, които понастоящем украсяват Арката на Константин се предполага, че са дошли от Базилика Улпия.
Устройството на тази базилика в голяма степен служи като модел за първите християнски базилики, макар и самата Базилика Улпия никога да не е изпълнявала функциите на храм.

## Галерия
- Възстановка на вътрешността на Базилика Улпия.
- Местоположението на базиликата в имперски Рим.
- План на Базилика Улпия.
- Изображение на Траяновата колона, зад която се вижда и част от Базилика Улпия.
- Вътрешността на Базиликата Св. Петър в Рим, където се намират поне четири колони от жълт giallo antico мрамор взети от Базилика Улпия[7].
- Фриз от базиликата, който понастоящем украсява Арката на Константин.
- Фриз от базиликата, който понастоящем украсява Арката на Константин.